# Rexhep Jella
Rexhep Isuf Jella (ur. 1895 w Tiranie, zm. 1974 w Kavai) – albański polityk i urzędnik państwowy, burmistrz Tirany w latach 1930-1933.

## Życiorys
Był synem Isufa Jelli i Zuhry z d. Shahini. Uczył się w szkole w Tiranie, a następnie w Robert College w Stambule. W 1914 rozpoczął studia z zakresu nauk politycznych na Uniwersytecie Cambridge. W czasie studiów zaangażował się w uprawianie sportu. Po ukończeniu studiów w 1915 powrócił do Albanii. W 1916 pracował w administracji austro-węgierskiej w Szkodrze, ale w tym samym roku został internowany w miejscowości Mamola, gdzie przebywał przez dwa lata.
W 1918 był członkiem delegacji albańskiej na konferencję pokojową w Paryżu. Po powrocie do kraju mieszkał w Tiranie, a następnie przeniósł się do Shijaku. W styczniu 1920 wziął udział w kongresie albańskich działaczy narodowych w Lushnji jako delegat Shijaku. W roku 1923 został wybrany deputowanym do parlamentu z okręgu Durrës. Od 1926 pełnił funkcję prefekta w Gjirokastrze, a następnie w Elbasanie i w Durrësie. W 1930 objął stanowisko burmistrza Tirany. W okresie jego trzyletnich rządów powstał szpital miejski i Szkoła Techniczna prowadzona przez Amerykanów. Od 1935 pełnił funkcję prefekta Durresu. W 1937 ponownie został wybrany deputowanym do parlamentu. W czasie okupacji włoskiej i niemieckiej nie prowadził działalności politycznej.
Po przejęciu władzy przez komunistów, 9 lutego 1945 Rexhep Jella został aresztowany. Zarzucano mu współpracę z oficerami misji brytyjskiej działającej w czasie wojny na terytorium Albanii, a także służbę w administracji króla Zoga I. 1 listopada Sąd Wojskowy skazał go na 2 lata więzienia. W lipcu 1947 ponownie aresztowany pod zarzutem współpracy z politykami antykomunistycznymi. W grudniu skazany na 5 lat więzienia i konfiskatę majątku. Willa w Tiranie, w której mieszkał została przekazana do dyspozycji radzieckiego pułkownika, który należał do grona doradców Envera Hodży. Karę odbywał w więzieniu w Burrelu. Po uwolnieniu mieszkał w zrujnowanym domu na przedmieściach Kavai w skrajnej nędzy. Zmarł w 1974.

## Działalność sportowa
Był jednym z pierwszych piłkarzy w Albanii i organizatorem albańskiej federacji piłkarskiej. Po jej utworzeniu w 1930 objął funkcję przewodniczącego. Był także organizatorem federacji lekkoatletycznej w Albanii, organizując pierwsze zawody lekkoatletyczne w Tiranie.

## Życie prywatne
Był żonaty (żona Fetie z d. Beshiri), miał troje dzieci. Imię Rexhepa Jelli nosi ulica w południowej części Tirany, w dzielnicy Komuna e Parisit.